# Königlich Bayerische Gewehrfabrik

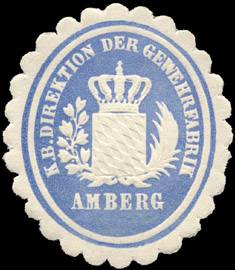
Siegelmarke Königlich Bayerische Direktion der Gewehrfabrik Amberg

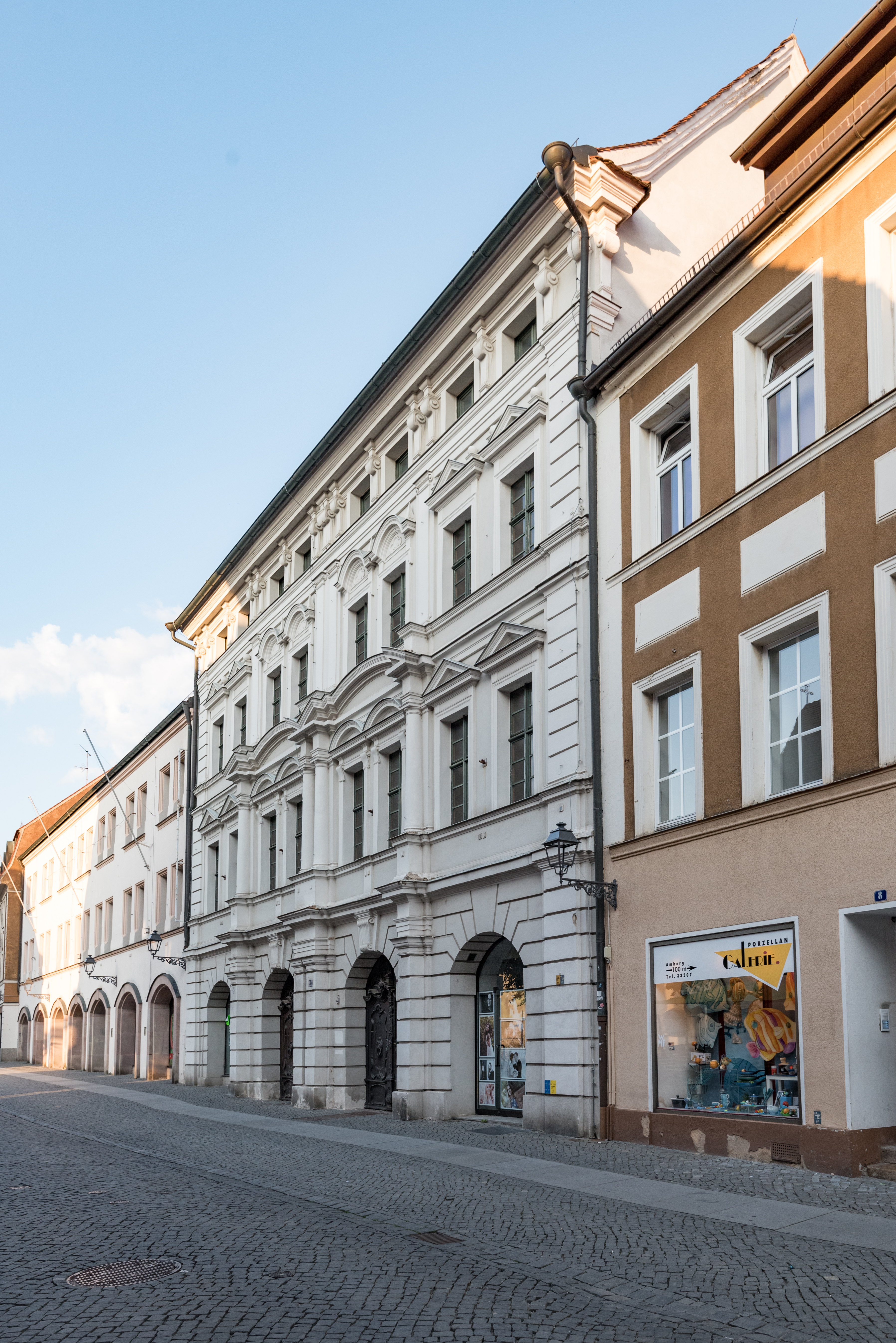
Ehemaliges Münzgebäude in Amberg

Die Königlich Bayerische Gewehrfabrik in Amberg wurde 1801 von Kurfürst Maximilian IV., dem späteren König Maximilian I., als Amberger Gewehrfabrik gegründet.

## Geschichte
Die von Georg von Reichenbach aufgebaute Fabrik im ehemaligen Münzgebäude in Amberg war die erste Produktionsstätte im industriellen Maßstab in Bayern. Im Zuge der Industrialisierung wurde 1878 eine komplett neue Fabrik außerhalb des Stadtgebietes vor dem Nabburger Tor errichtet. Zu ihr wurden oft junge Offiziere der bayerischen Armee abkommandiert, um einen tieferen Einblick in die Waffentechnik und ihre Fertigung zu erhalten. Es blieb die einzige Waffenfabrik in Bayern.
Ab 1802 wurden das Bayrische Infanteriegewehr M/1798 und später der Jägerstutzen M/1807 produziert. Ab 1815 begann der Herstellung von Bajonetten und Ladestöcken.
Die Gewehrfabrik wurde ab 1820 durch die Bayerische Armee verwaltet. 1839 begann der Umbau der ersten Steinfeuermusketen auf Perkussion. 1856 begann dann die Neuentwicklung des späteren Podewils-Systems. Mit dem Werder-Gewehr M/1869 wurde in Amberg das erste Hinterladergewehr der deutschen Länder mit Metallpatrone und Zentralfeuerzündung hergestellt. Weiterer Lieferant war die Waffenfabrik Steyr. 1877 jedoch entschied man sich dazu, die bayerischen Arsenale mit 53.000 Mauser M/71-Gewehren zu ergänzen. Später wurden das Gewehr 88 und das Gewehr 98 in Amberg hergestellt.
Die Produktion erreichte im Ersten Weltkrieg ihren Höhepunkt mit etwa 4100 beschäftigten Arbeitern. Das Ende der Fabrik kam mit der Novemberrevolution 1919. Sie wurde dann zur zivilen Fertigung von Werkzeugen und Druckluftgeräten genutzt und den Deutschen Werken angegliedert. Im Jahre 1931 gingen daraus die Deutschen Präzisionswerkzeuge AG (DEPRAG) hervor.